# Андреаполь (аеродром)
Андреаполь — військовий аеродром у Тверській області, розташований за 3 км на схід від однойменного міста.

## Історія
У період Другої світової війни аеродром використовувався для відпочинку та доукомплектування маршових авіаційних полків.
У період з вересня 1956 по 2 вересня 1994 і з березня 1998 по 2009 на аеродромі базувався 28-й гвардійський Ленінградський ордена Кутузова винищувальний авіаційний полк на літаках МіГ-17, МіГ-19, Су-15, МіГ-23 і МіГ-29. Полк виконував завдання ППО Московської зони ППО.
У період проведення реформи Збройних сил Росії у квітні 1994 року на аеродром було виведено з 16-ї повітряної армії Західної групи військ 33-й винищувальний авіаційний полк і розформовано.

## Катастрофи та інциденти
12 травня 2005 року через помилку пілота при заході на посадку розбився винищувач МіГ-29. Пілот, Валерій Гусєв, загинув.